# Ваграмяни
Ваграмяни, Вахрамяни (вірм. Վահրամյաններ, Վահրամեանք — вірменський княжий рід у середньовічній Вірменії та Грузії. Є побічної гілкою княжого роду Закарянів. Засновником роду Ваграмянів був князь Ваграм I — син Саргіса I і брат Саргіса II Великого, дядько Закарі та Івана Закарянів.

## Історія і походження
У нагороду за хоробрість в бою старший син князя Ваграма I, Закарі, названий істориками Блуз («молодший» — на відміну від кузена, Закарі Закаряна), отримав від грузинської цариці Тамари Вірменську фортецю Гаг (руїни фортеці нині на вірмено-азербайджанському кордоні поблизу села Бердаван Тавушської області), побудовану ще за часів царя Арташеса як опорно-спостережний пункт біля північного кордону Великої Вірменії. Фортеця Гаг мала стратегічно важливе значення, оскільки контролювала торговий шлях, який проходив по долині середньої течії річки Кури, з Арцаха через місто Гандзак в Тбілісі. За назвою фортеці, рід Ваграмянів іноді іменується в письмових джерелах як Гагеці або Ваграмян-Гагеці.

Визволена Закарянами Східна Вірменія. Початок XIII століття.

Спочатку, Ваграмяни були васалами княжого роду Дадіані. Однак коли в 1191 році Дадіані взяли участь у змові Юрія Боголюбського проти грузинського двору, Ваграмяни проявили вірність грузинській короні. Змовники були розбиті в битві на Ніальській рівнині військами, вірними грузинській цариці Тамарі. Царськими військами командували князі Закаряни; в їх числі воював і князь Закарі Блуз Ваграмян. За вірність короні цариця Тамара нагородила князя Закарі Блуза, подарувавши йому та його нащадкам фортецю Гаг і значну територію, що лежала між фортецею Гаг і Гянджаком «з багатьма містами, фортецями і поселеннями або в повну власність, або в половинну». Князь Закарі Блуз Ваграмян, за назвою фортеці називався також Гагеці (в грузинських джерелах — Гагель), став безпосереднім васалом грузинських царів, отримавши придворну посаду міністра двору (мсахурт-ухуцес).
Князь Закарі Блуз Вахрамян-Гагеці брав активну участь у військових кампаніях князів Закарянів, які під заступництвом грузинської корони з початку 1190-х року вели реконкісту за звільнення Північної Вірменії від турецько-сельджуцького ярма. Завдяки таланту воєначальника, князь Закарі Блуз значно розширив свої володіння, приєднавши до них всю територію, що лежала між фортецею Гаг і Шамкіром. У 1195 році князь Закарі Блуз був одним з командувачів вірмено-грузинської армії, яка здобула перемогу в Шамкірській битві; в цьому бою князь хоробро воював в авангарді війська, під ним було вбито коня. В результаті перемоги в 1195 році, місто Шамкір, яке займало стратегічне положення на вищезгаданому торговельному шляху в Тбілісі, було приєднано до Гагського князівства Ваграмянів. Князівство продовжувало розширюватися, досягнувши могутності в 1210-х роках. В цей час до складу князівства входили території від річки Дебед до Шамкіра, а з півночі на південь — вся територія від річки Кури до відрогів Севанського хребта, включаючи фортеці Гаг, Гавазан (Гаварцін), Тавуш, Кацарет, Ергеванк, Терунакан, Сагам, Карерц, Гардман. У цей період васалами Ваграмянів були князівства Кюрікянів Мацнаберда і Нор-Берда — части колись царювавшого в Лорі роду, нащадки вірменського царського роду Багратуни.
Починаючи з 1220-х років, Північна Вірменія, в тому числі і Гагське князівство Ваграмянів, почали піддаватися розвідувальним набігам монголів. У 1233 році князівство Ваграмянів було завойоване монголами.
Молодший син князя Ваграма I, Саргіс, став засновником іншого вірменського княжого роду — Тмоквеці, названого за назвою фортеці Тмук (Тмкаберд) в Джавахетії. Князь Саргіс Тмоквеці став одним з авторів романтичної словесності при грузинському царському дворі; він же переклав з перської повість про Висі і Раміні.

## Світська і культурна діяльність
Ваграмяни розширили і зміцнили фортецю Гаг і відбудували ряд фортець і замків в Північній Вірменії. У роки їхнього правління, в князівстві також йшло активне церковне будівництво; були побудовані або відреставровані церкви Нор-Варага, Шхмурат, Каптаванк, Монастир Хоранашат, монастир Таргманчац. Родинною усипальницею Ваграмянів стала церква Сурб Саркіс в фортеці Гаг. За повір'ями, записаним вірменським істориком Кіракосом Гандзакеці, 
 «… був в Газі якийсь хрест чудотворний, [що допомагає] всім пригнобленим, паче же всіх — полоненим, і, хто сподівався на нього всім серцем, тому сам святий мученик Саргіс відкривав двері темниць і в'язниць, розривав пута і супроводжував їх в тілесному прояві до самих їхніх помешкань. І чутка про чудеса ці поширилася серед усіх племен. Хрест той, кажуть, був поставлений святим вчителем нашим Месропом». 
 На період правління князів Вахрамянів також припадає діяльність Ванакана вардапета — учня вірменського просвітителя Мхітара Гоша і вчителя вірменських істориків Кіракоса Гандзакеці і Вардана Аревелці.